# Urassaya Sperbund
Urassaya Sperbund (in thailandese อุรัสยา เสปอร์บันด์), nota anche con lo pseudonimo di Yaya (in thailandese ญาญ่า; Pattaya, 18 marzo 1993), è un'attrice, modella e cantante thailandese con origini norvegesi, meglio nota per i suoi ruoli in Duang Jai Akkanee, Game Rai Game Rak, Torranee Ni Nee Krai Krong, Kleun cheewit e Likit ruk.

## Biografia
Sperbund nacque il 18 marzo 1993 a Pattaya, figlia di padre consulente finanziario e broker norvegese e madre casalinga thailandese. Seconda figlia più piccola, ha anche dei fratellastri dalla parte del padre. Si trasferì per due anni a Londra con il padre; tornò a Pattaya per frequentare la Regents International School Pattaya, una scuola internazionale britannica. Successivamente frequenta la Bangkok Patana School e consegue una Bachelor of Arts in lingue e culture nel 2015 all'Università Chulalongkorn.
Iniziò la carriera da modella nel 2006, quando posò per il deodorante di Genie Young Care Cologne. Tuttavia, per conseguire la carriera avrebbe dovuto andare a Bangkok, cosa impossibile per lei al tempo: per questo motivo, smise di posare per due anni. Nel 2008 tornò nel settore come modella, partecipando al progetto Zen Model Search, che la portò a sfilare per la Zen Fashion Week. In seguito si trasferì assieme alla famiglia nella capitale; sebbene sia a tutti gli effetti una modella, Sperbund afferma di essere preoccupata per la sua figura e la sua altezza, aggiungendo: «mi piace più la fotografia», e che si è dovuta adattare per lavorare nel settore.

### Carriera
Sotto contratto con Channel 3, iniziò la sua carriera nel mondo della televisione a seguito di quella da modella. Partecipò a diversi lakorn (soap opere thailandesi), tra i quali Duang Jai Akkanee, Game Rai Game Rak, Torranee Ni Nee Krai Krong, Kleun cheewit e Likit ruk. Nel 2018 partecipò anche ai lungometraggi Nakee 2, diretto da Wachirabunjong Pongpat, e Brother of the Year, diretto da Witthaya Thongyooyong.
Come modella ha una carriera prolifica: oltre ad aver posato per marchi di moda internazionali come Elle, Louis Vuitton, Marie Claire e Cosmopolitan, è la prima celebrità thailandese ad essere apparsa su un numero di US Vogue.

## Campagne pubblicitarie
- Genie Young Care Cologne (2007)
- Mistine Cat Eyes Stardust Eyeliner (2011)
- Mistine Angel BB Powder (2011)
- 12Plus Cologne (2011)
- Foremost 24hr (2011)
- Honda Brio (2011)
- Lipton Ice Tea (2011)
- Pond's Flawless White Natural (2011–2016)
- Lay's (2011–2017)
- Yum Yum Instant Noodle (2011–2017)
- Fitne Choco (2012)
- 12Plus Summer in France (2013)
- Solvil et Titus (2013)
- Dentyne (2013)
- Uniqlo (2013)
- Magnum (2013)
- Panasonic (2013–2016)
- Honda MOOVE14 (2015)
- Misty Myxn (2016)
- Yum Yum Me Plus (2016)
- Yum Yum Seafood (2016)
- Fresh Look Colour Contact Lenses (2019)
- Sparkle White Fresh Toothpaste (2019)
- Lays Thailand New Flavours: Shrimp Tom Yum & Green Curry (2019)
- Laurier Super Ultra Slim (2012–presente)
- TrueMove H (2012–presente)
- Pantene (2013–presente)
- BRANDS Bird Nest (2014–presente)
- Shokubutsu Monogatari (2015–presente)
- Maybelline New York (2015–presente)
- Whizdom Condominium (2015–presente)
- Bangkok Airways (2015–presente)
- Yoyo Jelly (2015–presente)
- Pretty Lense (2015–2018)
- My Signature Collection Perfume - Cute Press (2016–presente)
- 7-Eleven (2017–presente)
- Party Dairy (2017–presente)
- Watson Thailand (2017–presente)
- OPPO (2017–presente)
- BAKAMOL Yellow Pills Paracetamol (2017–presente)
- Shopee (2017–presente)
- Jelly Bunny (2018–presente)
- TEAPOT Sweetened Condensed Milk (2018–presente)
- Central Embassy Shopping Mall - #INFINITEYOU (2018–presente)
- Namulife Snail White - Icy Mask (2018–presente)
- Fineline (2019–presente)
- Laplace M (2019–presente)
- Toyota Yaris (2019–presente)
- Dna Soy Milk - Dutch Mill (2019–presente)
- Nivea - Hokkaido Rose deodorant (2019–presente)
- Wellness Clinic - Bangkok Dusit Medical Service (2019–presente)
- Amazing Thailand (2019–presente)
- New Yaris Style & Stronger (2019–presente)

## Filmografia

### Cinema
- Nakee 2 (นาคี2), regia di Wachirabunjong Pongpat (2018)
- Brother of the Year (น้อง.พี่.ที่รัก), regia di Witthaya Thongyooyong (2018)

### Televisione
- Peun See Long Hon (เพื่อนซี้ ล่องหน) – serie TV (2008)
- Kularb Rai Narm (กุหลาบไร้หนาม) – serie TV, 13 episodi (2010)
- Thara Himalaya (ธาราหิมาลัย) – serie TV, 1 episodio (2010)
- Duang Jai Akkanee (ดวงใจอัคนี) – serie TV,10 episodi (2010)
- Wayupak Montra (วายุภัคมนตรา) – serie TV, 7 episodi (2010)
- Tawan Deard (ตะวันเดือด) – serie TV, 16 episodi (2011)
- Game Rai Game Rak (เกมร้ายเกมรัก) – serie TV, 21 episodi (2011)
- Torranee Ni Nee Krai Krong (ธรณีนี่นี้ใครครอง) – serie TV, 17 episodi (2012)
- Fah Krajang Dao (ฟ้ากระจ่างดาว) – serie TV (2013)
- Mon Jun Tra (มนต์จันทรา) – serie TV (2013)
- Maya Tawan (มายาตวัน) – serie TV, 13 episodi (2013)
- Dao Raung (ดาวเรือง) – serie TV, 11 episodi (2013)
- Roy Ruk Hak Liam Tawan (รอยรักหักเหลี่ยมตะวัน) – serie TV, 11 episodi (2014)
- Roy Fun Tawan Duerd (รอยฝันตะวันเดือด) – serie TV, 12 episodi (2014)
- Neung Nai Suang (หนึ่งในทรวง) – serie TV, 12 episodi (2015)
- Leh Lub Salub Rarng (เล่ห์ลับสลับร่าง) – serie TV, 10 episodi (2017)
- Kleun Cheewit (คลื่นชีวิต) – serie TV, 15 episodi (2017)
- Likit Ruk (ลิขิตรัก) – serie TV, 12 episodi (2018)
- Klin Kasalong (กลิ่นกาสะลอง) – serie TV, 15 episodi (2019)

## Discografia

### Singoli
- 2011 – นาฬิกาตาย (con Prin Suparat)
- 2012  – คลิปโฆษณาเลย์ (con Nadech Kugimiya)
- 2012  – Ah Karn Rak (อาการรัก)
- 2012  – เปลี่ยนมาสนุกด้วยกัน
- 2013 – เข้าถึงใจทหารตำรวจไทย
- 2014 – ใครหนอ
- 2014 – รสชาติใหม่ซัมเมอร์ ลองแล้วรักเลย (con Nadech Kugimiya)
- 2014 – Rao Ja Dai Ruk Gun Mai (แล้วเราจะได้รักกันไหม) (con Nadech Kugimiya)
- 2015 – จูบ (con Jirayu Tangsrisuk)
- 2016 – Set Laew Thob (เซตแล้วตบ) (con Kimmy, Margie, Bella, Mew e Preem)
- 2016 – Happy Birthday (con Nadech Kugimiya)
- 2017 – Make it Happen (con DABOYWAY)
- 2019 – You’re My Best Friend (con Klear Band)